# Casper Dyrbye Næsted
Casper Dyrbye Næsted (International auch Casper Dyrbye; * 19. Juni 1996 in Vallensbaek) ist ein dänischer Skirennläufer. Er startet hauptsächlich in den technischen Disziplinen Riesenslalom und Slalom.

## Karriere
Dyrbye Næsted, Sohn eines Skilehrers, begann im Alter von sechs Jahren mit dem Skisport. Sein internationales Renndebüt gab er am 27. November 2011 bei einem Juniorenrennen in Sulden. Fünf Monate später nahm er an seinem ersten internationalen Großereignis teil. Bei den Juniorenweltmeisterschaften in Roccaraso belegte er im Slalom den 52. Platz.
2015 nahm Dyrbye Næsted erstmals an einer Alpinen Skiweltmeisterschaft teil. Bei den Wettkämpfen in Vail bzw. Beaver Creek erreichte er als beste Platzierung Rang 36 im Slalom. In der darauffolgenden Saison gab er am 13. November 2016 in Levi sein Weltcupdebüt, wobei er bereits im ersten Durchgang des Slaloms ausschied.
Seine ersten Olympischen Winterspiele bestritt er 2018 in Pyeongchang. Dort erreichte er als beste Platzierung den 60. Rang im Riesenslalom. Im Slalom verlor er im ersten Durchgang kurz vor dem Ziel einen Ski und schied dadurch aus.
Abgesehen von internationalen Großereignissen startet Dyrbye Næsted hauptsächlich bei FIS-Rennen und nationalen Meisterschaften in Europa.
Seine bisher beste Platzierung bei einem internationalen Großereignis erreichte er bei den Weltmeisterschaften 2023 in Courchevel bzw. Méribel. Mit der Mannschaft belegte er den 16. Platz. Sein bestes Resultat in einem Einzelrennen hatte er zwei Jahre zuvor bei den Wettkämpfen in Cortina d’Ampezzo mit dem 26. Rang im Slalom erreicht.

## Erfolge

### Olympische Winterspiele
- Pyeongchang 2018: 60. Riesenslalom, DNF Slalom
- Peking 2022: 30. Slalom

### Weltmeisterschaften
- Vail/Beaver Creek 2015: 36. Slalom, 59. Riesenslalom
- St. Moritz 2017: 46. Slalom, DNQ Riesenslalom
- Åre 2019: 45. Riesenslalom, DNF Slalom
- Cortina d' Ampezzo 2021: 26. Slalom, 33. Riesenslalom
- Courchevel/Méribel 2023: 16. Mannschaft, 58. Riesenslalom, DNF Slalom
- Saalbach 2025: 35. Slalom, 69. Riesenslalom

### Juniorenweltmeisterschaften
- Roccaraso 2012: 52. Slalom, 76. Riesenslalom
- Jasná 2014: 45. Slalom, 80. Riesenslalom

### Europäisches Olympisches Winter-Jugendfestival
- Brașov 2013: 27. Slalom, 51. Riesenslalom

### Weitere Erfolge
- 4 Podestplätze bei FIS-Rennen